# Momo (Automarke)

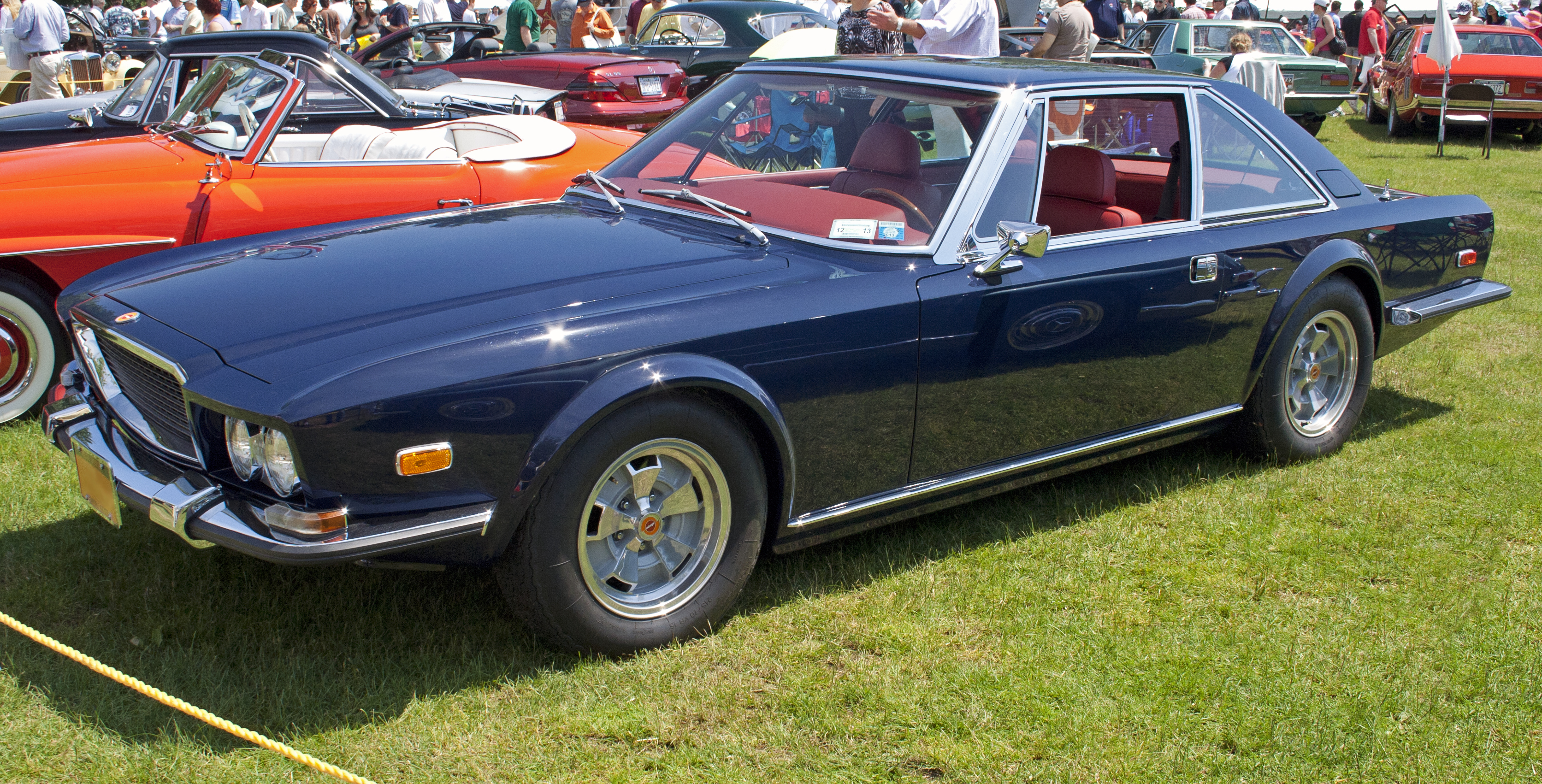
Momo Mirage

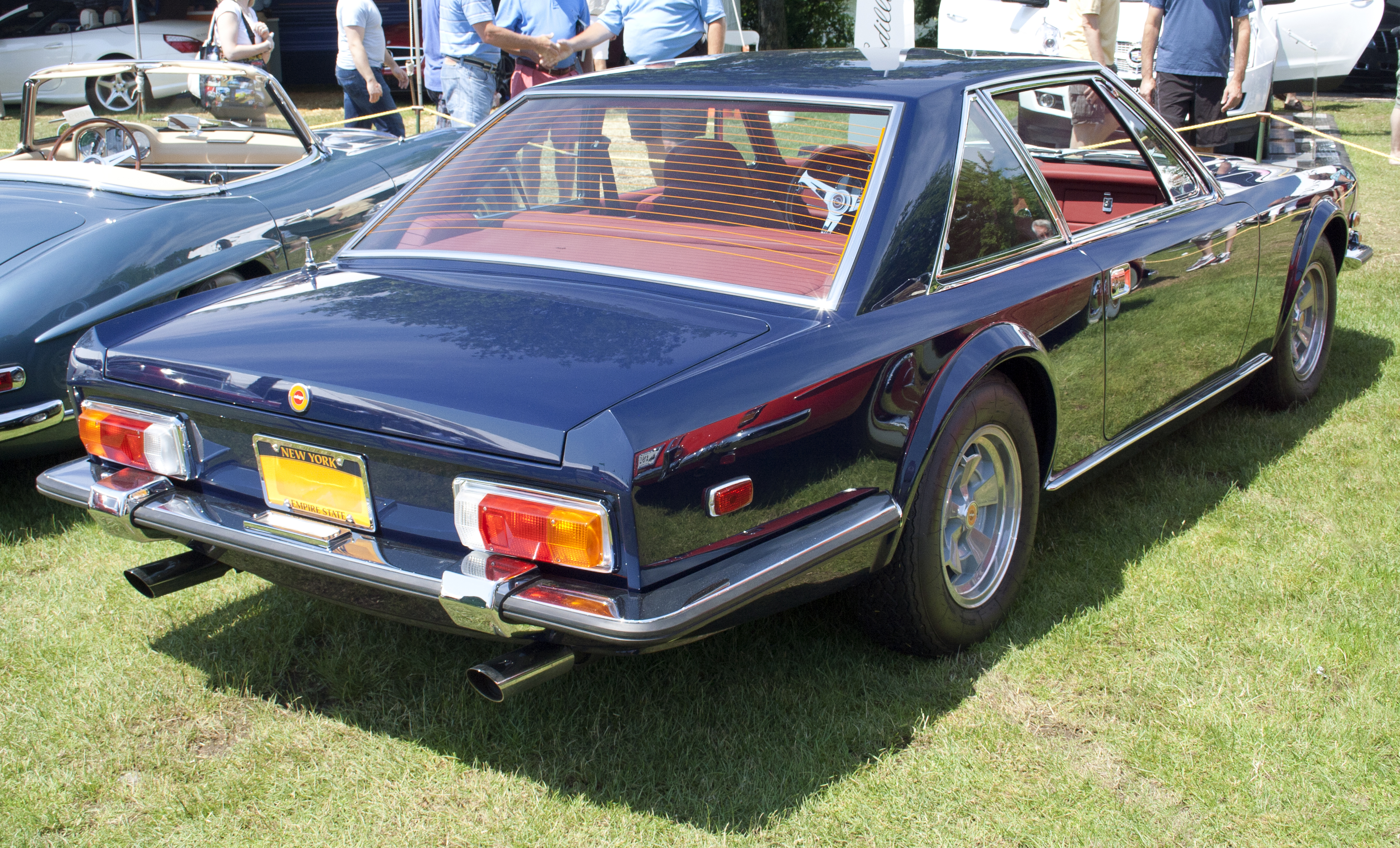
Heckansicht

Momo war eine US-amerikanische Automarke.

## Markengeschichte
Peter S. Kalikow leitete die Momo Corporation mit Sitz in Forest Hills in New York City im Staat New York. Ab 1971 stellte er in Zusammenarbeit mit Stanguellini aus Italien Automobile her. Der Markenname lautete Momo. 1972 oder 1973 endete die Produktion. Insgesamt entstanden nur wenige Fahrzeuge.

## Fahrzeuge
Das einzige Modell Momo Mirage war ein zweitüriges Coupé mit vier Sitzen. Ein V8-Motor von Chevrolet mit 5700 cm³ Hubraum trieb die Fahrzeuge an.